# Qilin
Qilin, jap. Kirin, wiet. Kỳ lân  – mityczne zwierzę z mitologii chińskiej, w literaturze zachodniej nazywane nieprecyzyjnie chińskim jednorożcem. 
Pojawienie się qilina uważane było za dobry znak, symbol łaski Niebios. Qilin ukazywał się bowiem tylko tam, gdzie ludzie żyli uczciwie i panowała harmonia. Po raz pierwszy miał się ukazać za panowania Żółtego Cesarza, para qilinów widziana też była za panowania cesarza Yao. Według legendy qilin był obecny również przy narodzinach Konfucjusza.
Istnieją warianty ikonograficzne qilina z jednym, dwoma, a nawet trzema rogami. Podobnie jak żółw czy smok, qilin w chińskiej mitologii to stwór złożony z części pochodzących od innych zwierząt. I tak np. w czasach dynastii Qing przedstawiano go jako jeleń z łuskami ryby, kopytami wołu i ogonem lwa. 
Kiedy w XV wieku admirał Zheng He przywiózł z wyprawy do Afryki żyrafy, dworzanie cesarza Yongle sugerowali mu, że musi to być qilin, pojawiający się na ziemi w okresie rządów doskonałego mędrca. Cesarz powiedział im jednak, żeby nie wykazywali się głupotą. Mimo to w języku chińskim oraz japońskim tym słowem zaczęto nazywać żyrafy.